# Charly Mottet
Charles «Charly» Mottet (Valence, 16 de diciembre de 1962) es un ciclista francés retirado, profesional entre los años 1983 y 1994, durante los cuales consiguió 67 victorias.
Mottet fue un corredor muy completo, buen especialista en contrarreloj y en la montaña. Además de victorias de etapa en las tres Grandes Vueltas, en su palmarés cuenta con una medalla de plata del Campeonato del Mundo de fondo en carretera y una segunda plaza en el Giro de Italia 1990, por detrás de Gianni Bugno.
En el Tour de Francia obtuvo varios puestos de honor, quedando tres veces entre los diez primeros (cuarto en 1987 y 1991 y sexto en 1989).

## Palmarés
| 1984 - Tour del Porvenir, más 1 etapa - Clasificación de los Jóvenes del Giro de Italia 1985 - Gran Premio de las Naciones - 1 etapa de la París-Niza - Tour de Haut-Var - Giro del Piamonte - Gran Premio La Marsellesa - Dúo Normando (con Thierry Marie) - 2 etapas del Tour del Porvenir 1986 - Gran Premio Eddy Merckx - 2.º en el Mundial en Ruta - 2 etapas de la Vuelta a España 1987 - Gran Premio de las Naciones - Dauphiné Libéré - Tour de Limousin - Critérium de As 1988 - Giro de Lombardía - Gran Premio de las Naciones - 1 etapa de los Cuatro Días de Dunkerque - 1 etapa de la Dauphiné Libéré - Giro de Lazio - Tour de Vaucluse | 1989 - Dauphiné Libéré, más 1 etapa - Cuatro Días de Dunkerque, más 1 etapa - 1 etapa de la Tirreno-Adriático - 1 etapa del Midi Libre - Giro de Lazio - Boucles de l'Aulne 1990 - Campeonato de Zúrich - Tour de Romandía, más 2 etapas - 2.º en el Giro de Italia, más 1 etapa - 1 etapa del Tour de Francia 1991 - Cuatro días de Dunkerque, más 1 etapa - Clásica de los Alpes - 1 etapa del Critérium Internacional - 2 etapas del Tour de Francia 1992 - Dauphiné Libéré, más 1 etapa - Coppa Bernocchi 1993 - Tour de Limousin - Tour del Mediterráneo, más 1 etapa 1994 - 1 etapa de la París-Niza |

## Resultados en Grandes Vueltas y Campeonatos del Mundo
| Carrera         | 1984 | 1985 | 1986  | 1987 | 1988 | 1989 | 1990 | 1991 | 1992 | 1993 | 1994 |
| --------------- | ---- | ---- | ----- | ---- | ---- | ---- | ---- | ---- | ---- | ---- | ---- |
| Giro de Italia  | 21.º | -    | -     | -    | -    | -    | 2.º  | -    | -    | -    | -    |
| Tour de Francia | -    | 36.º | 16.º  | 4.º  | Ab.  | 6.º  | 49.º | 4º   | Ab.  | 40.º | 26º  |
| Vuelta a España | -    | -    | 22º   | -    | -    | -    | -    | -    | -    | -    | -    |
| Mundial en Ruta | -    | 52.º | '2.º' | -    | 73.º | 19.º | -    | 26.º | 24.º | -    | -    |

-: no participa

Ab.: abandono

## Reconocimientos
Mendrisio de Oro (1988)

## Equipos
- Renault (1983-1986)
- Systeme U (1987-1988)
- RMO (1989-1992)
- Novemail (1993-1994)

- Datos: Q918812
- Multimedia: Charly Mottet / Q918812